# Bebida funcional

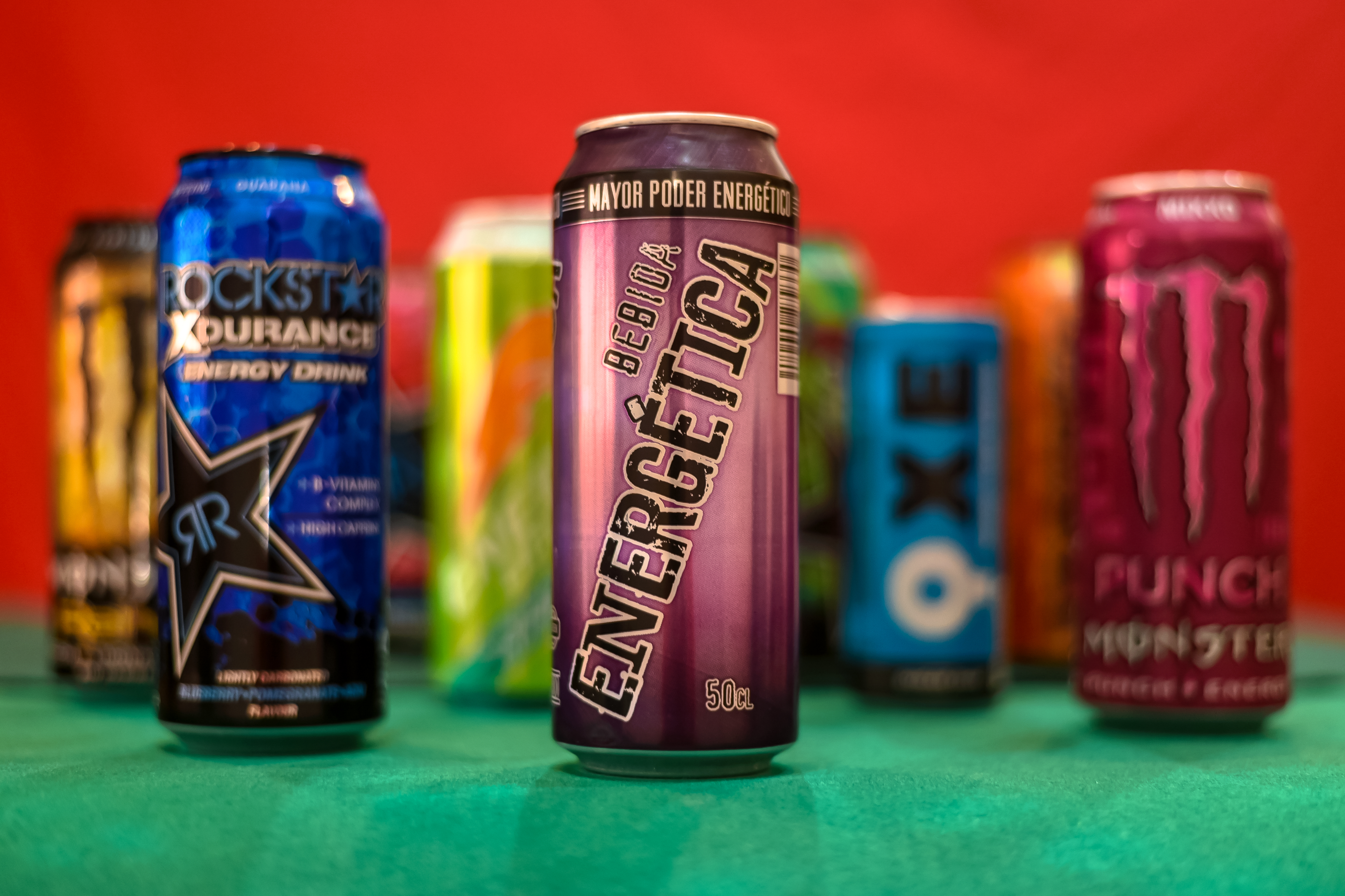
Grupo de bebidas energéticas.

Una bebida funcional o refrescos funcionales se categoriza como un producto líquido potable convencional que se comercializa para transmitir los ingredientes del producto con un supuesto beneficio para la salud. Aunque una bebida funcional puede comercializarse como una panacea o una sustancia que mejora el rendimiento, para 2020 no existen pruebas científicas de ningún efecto específico en la salud de dichas bebidas o de su reglamentación uniforme a nivel internacional.
Ejemplos de bebidas funcionales incluyen bebidas lácteas, bebidas deportivas y de rendimiento, bebidas energéticas, tés listos para beber, bebidas "inteligentes", bebidas de frutas fortificadas, leches vegetales y agua mejorada. [cita requerida]

## Usos
Las bebidas funcionales se consumen comúnmente entre las personas que intentan obtener beneficios para la salud de sus alimentos y bebidas. Tanto la conveniencia como la salud se han identificado como factores importantes en la toma de decisiones de los consumidores sobre la compra de alimentos y bebidas. En sus inicios, las bebidas funcionales no eran muy numerosas y estaban centradas más en ingredientes con respaldo de evidencias científicas concretas y menos en estrategias deliberadas a las exigencias del consumidor. En el presente, la producción suele estar fundamentada principalmente en el consumidor interesado en elementos específicos de su salud, como la pérdida de peso y el rendimiento cognitivo, entre otros.
Se anuncia que las bebidas funcionales tienen varios beneficios para la salud. Por ejemplo, algunos afirman mejorar la salud del corazón, la inmunidad, la digestión y la salud de las articulaciones, mientras que otros se promocionan a sí mismos como saciantes y estimulantes de la energía.

## Industria
La industria de bebidas funcionales es un subsector de la industria de bebidas no alcohólicas y alimentos funcionales. Es el sector de más rápido crecimiento de la industria, en parte debido a la madurez del sector de refrescos carbonatados y las fuertes inversiones de las principales empresas de alimentos y bebidas. Otra razón del crecimiento de la industria puede ser el esquema de mercado orientado al consumidor por el cual las ideas innovadoras provienen de los consumidores. Para 2008, en los EE. UU., La participación de mercado de las bebidas funcionales representaba el 48,9% de la industria no alcohólica, que tiene un valor de $ 118 mil millones. [cita requerida]
Los principales productos de la industria de bebidas funcionales generalmente se clasifican en cuatro tipos: [cita requerida]
1. Compañías tradicionales de bebidas no alcohólicas, como PepsiCo, Fuze Beverage, y The Coca-Cola Company.
2. Compañías alimentarias importantes, como Nestlé, Altria, Kraft Foods, General Mills, y Campbell Soup Company.
3. Compañías privadas de menor escala y compañías especializadas como POM Wonderful.
4. Cooperativas agrícolas, como Ocean Spray de Océano y Sunsweet Growers.

Estos productos se pueden clasificar basado en el tipo de la población al que van destinadas:{R|consuelo|pp=68}} 
1. Bebidas para niños
2. Bebidas para mujeres embarazadas
3. Bebidas para deportistas
4. Bebidas tipo social
5. Bebidas para adultos varios

### Tendencias de producto

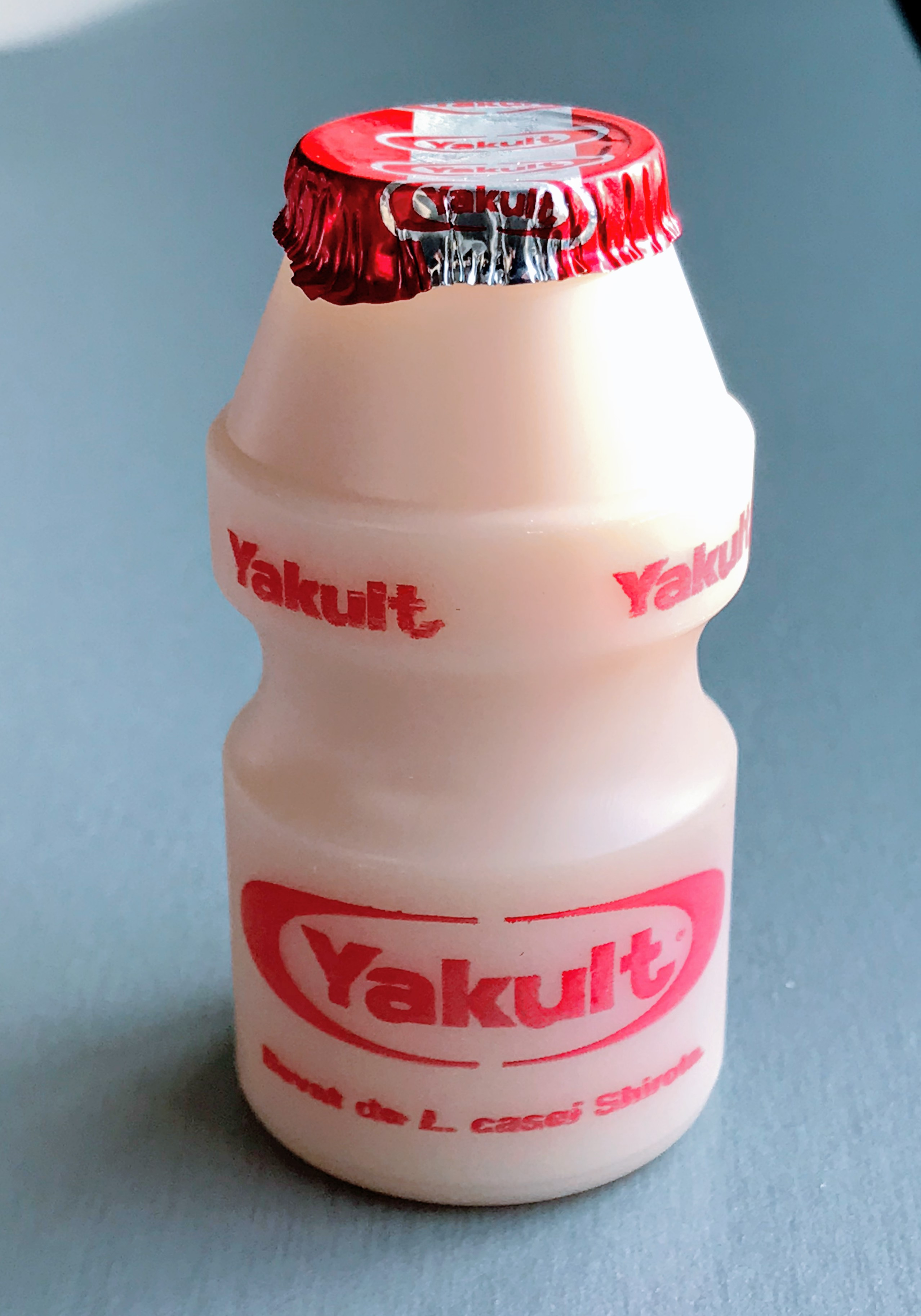
Bebida probiótica.

La industria de bebidas funcionales abarca una amplia gama de variedades dirigidas a diferentes preocupaciones relacionadas con la salud. [cita requerida] Una tendencia ha sido hacia las bebidas híbridas, que se comercializan por tener beneficios como la capacidad para saciar la sed, con dosis diarias de vitaminas u otros nutrientes. [cita requerida] Otra tendencia es el aumento de los probióticos, ejemplificado por el yogur Activia, comercializado para la salud intestinal e inmunológica. Otras bebidas, como Function: BRAINIAC, una bebida energética con ponche de carambola de la línea Function Drinks, anuncian una mejor memoria y agudeza mental. También se han desarrollado bebidas funcionales comercializadas para niños, que recibieron atención con Nestlé's Boost.
Una tendencia de 2005 hacia bebidas funcionales de un solo servicio fue impulsada por las demandas de conveniencia de los consumidores.  Según el director de bebidas de una sola porción de Campbell, "la gente sabe que se les verá cuando tomen bebidas de una sola porción, por lo que el paquete es fundamental". [cita requerida] Las bebidas comercializadas para la pérdida de peso, la salud y la belleza (como Nova the Essential Drink) representan una participación de mercado considerable. Por último, los productos de bebidas funcionales que "impulsan la energía", como Red Bull y 5-Hour Energy, han sido calificados como los más rápidos[¿cuándo?] en crecimiento en el mercado de bebidas funcionales.

### Mercado
La industria de bebidas funcionales generalmente compite utilizando cuatro estrategias principales: [cita requerida]
1. Promocionar sus propios productos como saludables y únicos, distinguiendo claramente sus declaraciones de propiedades saludables de productos similares y especificando ingredientes naturalmente saludables.
2. Considerar extensiones de las líneas de marca existentes. Por ejemplo, Nestlé extendió su línea de productos Boost agregando Kids Essentials a la línea, extendiendo así la línea Boost enfocada en adultos a un nuevo mercado (niños).
3. Las empresas más grandes compiten por la cuota de mercado adquiriendo empresas más pequeñas que pueden ser propietarias de un sector de mercado en particular. [cita requerida] Por ejemplo, Coca-Cola compró Glaceau a Energy Brands y Odwalla y Fuze Beverage a sus respectivos fundadores, con el fin de aumentar la participación de mercado de Coca-Cola.
4. Explorar nuevas marcas funcionales identificando nuevos mercados y demandas.

Los segmentos de mercado de la industria de bebidas funcionales se dividen principalmente en cuatro partes. [cita requerida] Estos incluyen hidratación; [cita requerida] energía/rejuvenecimiento; salud y Bienestar; y control de peso. Cada segmento tiene su propio mercado objetivo y consumidores. Se produce una superposición de consumidores objetivo, no debido a necesidades indefinidas del mercado, sino a la aceptación de las bebidas funcionales por parte de los consumidores. [cita requerida]

### Energía y estimulación
Las "bebidas energéticas" con alto contenido de cafeína y, a menudo, muy endulzadas se han vuelto populares en el mercado de bebidas en los Estados Unidos, así como a nivel mundial, en la última década. La demanda de los consumidores ha ayudado a generar una nueva generación de marcas de "bebidas energéticas" que contienen cantidades similares de cafeína, calorías y azúcar.
Varios estimulantes que se encuentran en las bebidas energéticas pueden incluir taurina, cafeína, vitaminas B, guaraná, ginseng, ginkgo biloba, L-carnitina, azúcares, yerba mate y creatina. Aunque estos ingredientes han sido aprobados por la FDA, los expertos en salud aún recomiendan que los consumidores lean las etiquetas de sus bebidas energéticas, ya que es posible que estos ingredientes no mejoren la salud.

## Demografía del consumidor
Según un artículo de 2006, el grupo de consumidores del mercado de bebidas funcionales se caracteriza por ser mujeres con una buena educación de entre 35 y 55 años, pertenecientes a las clases media alta, media y media baja.[cita requerida] Se cree que esto es el resultado de las percepciones de este grupo de que las bebidas funcionales producen creencias positivas sobre la salud, así como su ingreso disponible relativamente alto.[cita requerida] Un artículo de 2002 afirmó que dentro del sector de bebidas energéticas y estimulantes, los adultos jóvenes de 18 a 34 años se consideran el principal mercado objetivo, como lo demuestran las altas tasas de consumo.[cita requerida] Sin embargo, debido a los cambios constantes en las actitudes sobre los diferentes tipos de bebidas funcionales, estos mercados objetivo podrían cambiar. Se prevé que la demanda general de bebidas funcionales aumentará en toda Europa en un 10 % anual.: 329 

## Preocupaciones de salud
Los expertos en salud están preocupados por el aumento del consumo y la popularidad de las bebidas funcionales. Aunque estas bebidas pueden servir para hidratar al individuo, es posible que no mitiguen o ni siquiera aborden los principales problemas de salud de la actualidad, como la obesidad, las enfermedades cardíacas y el cáncer. [cita requerida] La mayoría de las bebidas funcionales están endulzadas y el consumo de bebidas endulzadas se asocia con niveles más altos de obesidad y enfermedades cardíacas. [cita requerida] La mayoría de estas bebidas contienen cantidades significativas de azúcares y, por lo tanto, calorías, que se sumarían a la ingesta calórica discrecional y total. Como tal, estos ingredientes presentan riesgos para la salud debido a lo que contienen (azúcar y cafeína) o lo que reemplazan en la dieta (alimentos ricos en vitaminas y minerales).

### Contenido de azúcar
Muchas bebidas funcionales tienen altos niveles de azúcar, incluso si tienen otros ingredientes "saludables". Por ejemplo, se ha informado que una botella de 20 oz de VitaminWater de Glacéau contiene aproximadamente 33 g de azúcar, que es similar al contenido de azúcar de una lata de Coca-Cola. Esto llevó a que se demandara a The Coca-Cola Company por afirmar que VitaminWater era una bebida saludable.
Dado su contenido de azúcar, muchas bebidas funcionales pueden no ser una alternativa tan saludable como otras bebidas de consumo común. Además, el contenido de azúcar de tales bebidas promueve la caries dental entre los usuarios frecuentes.

### Bebidas energizantes
En algunas bebidas funcionales, particularmente bebidas energéticas, el contenido de cafeína puede ser de hasta 141 miligramos por porción, más que una taza de café promedio de 8 onzas que contiene 133 mg de cafeína. Ha habido informes a Health Canada de reacciones adversas relacionadas con bebidas energéticas.